# Jessica Gunning

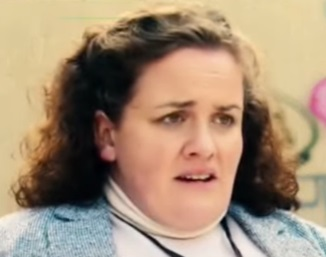
Jessica Gunning, 2023

Jessica Faye Gunning (* 21. Mai 1986 in Holmfirth) ist eine englische Schauspielerin. Sie hatte eine Rolle in den Fernsehserien White Heat (2012), What Remains (2013), Back (2017–2021) und The Outlaws (2021–2024). Ihren Durchbruch hatte sie 2024 mit der Miniserie Rentierbaby, die ihr einen Golden Globe Award einbrachte.

## Karriere
Gunning begann ihre Bühnenlaufbahn am Londoner National Theatre in Produktionen wie Viel Lärm um nichts und Major Barbara in den Jahren 2007/2008.
Im Fernsehen hatte sie 2008 einen Gastauftritt in der Doctor-Who-Folge Es lebe das Fett. Sie trat auch in Mutual Friends auf, bevor sie 2009 eine wiederkehrende Rolle als Angela in Law & Order: UK übernahm.
2012 spielte sie die Rolle der Orla in der BBC-Fernsehserie White Heat. Darauf folgte eine Hauptrolle als Melissa Young im BBC-Drama What Remains. 2013 spielte Gunning außerdem in einer Folge von Great Night Out für ITV und spielte im folgenden Jahr die Hauptrolle als Siân James in dem für den Golden Globe und BAFTA nominierten Film Pride.
Im Jahr 2017 war Gunning in den Serien Prime Suspect 1973, In the Dark und The State zu sehen.
2019 stand Gunning neben Cate Blanchett im National Theatre in When We Have Sufficiently Tortured Each Other auf der Bühne, geschrieben von Martin Crimp und inszeniert von Katie Mitchell.
Gunning hatte eine Rolle in der Channel-4-Komödie Back und war 2021 als Diane Pemberley in der BBC-One-Serie The Outlaws von Stephen Merchant zu sehen. Gunning wiederholte ihre Rolle in The Outlaws für die zweite und dritte Staffel im Jahr 2022 bzw. 2024 und schloss sich dem Autorenteam der Serie für eine Folge in der dritten Staffel an.
2024 spielte Gunning die Rolle der Martha Scott in dem Netflix-Drama-Thriller Rentierbaby, für die sie einen Primetime-Emmy-Award und einen Golden Globe Award erhielt.